# Tupper Lake
Tupper Lake – miasto w Stanach Zjednoczonych, w stanie Nowy Jork, w hrabstwie Franklin.